# تام وسلمن
تام وسلمن (انگلیسی: Tom Wesselmann؛ ۲۳ فوریهٔ ۱۹۳۱ – ۱۷ دسامبر ۲۰۰۴) یک نقاش اهل ایالات متحده آمریکا بود که به همراه روی لیختنشتاین و اندی وارهول از جمله نامدارترین هنرمندان جنبش هنر مردمی در سده بیست میلادی به شمار می‌آمد.

## زندگی‌نامه
تام وسلمن در ۲۳ فوریه ۱۹۳۱ در سینسیناتی به دنیا آمد. وی تحصیلات کالج خود را در ۱۹۵۱ به پایان رساند و به رشته روان‌شناسی در دانشگاه سینسیناتی وارد شد. در سال ۱۹۵۲ در ارتش آمریکا نام‌نویسی کرد و در همان هنگام آغاز به طراحی کرد. در ۱۹۵۴ دوباره تحصیلات خود را ادامه داد و به آکادمی هنرهای زیبای سینسیناتی پیوست. وسلمان پس از بازدید از موزه هنر مدرن در نیویورک تاثیر زیادی از کارهای رابرت مادرول و ویلم دکونینگ گرفت. در ۱۹۵۷، وی با کلر سلی – که خود نیز دانشجویی در دانشکدهٔ کوپر یونیون نیویورک بود – دوست شد و بعدها در ۱۹۶۳ با هم ازدواج کردند. آن دو از هم ۳ فرزند به دست آوردند.